# Garešnica
Garešnica è una città della Croazia, nella regione di Bjelovar e della Bilogora.
Qua nacque il cantautore Ivo Robić.